# Pierre Joseph Simon de Maibelle
Pierre Joseph Simon de Maibelle, né à Dinant (Belgique) le 17 novembre 1725 et mort à Douai le 6 vendémiaire an IV ou 28 septembre 1795, était un professeur de Droit de l’Université de Douai, délégué pour le Tiers du bailliage de Douai aux Etats-Généraux.

## Biographie
Issu d’une famille des Flandres qui avait reçue en 1619 une attestation de lignage, Simon de Maibelle, après son doctorat, est nommé en 1754, avec dispense d’âge, professeur de droit à l’université de Douai. Durant sa longue période d’enseignement, il eut comme élèves beaucoup de futurs magistrats et d’avocats qui joueront un rôle durant les événements révolutionnaires, ainsi Merlin de Douai. 
« Recteur magnifique de l’université », Simon de Maibelle est  dans la cité une personnalité de premier plan quand se préparent pour le bailliage de Douai et d’Orchies les Etats-Généraux. Choisi par les délégués, on adjoint à Simon de Maibelle un suppléant, Pilat, l’intéressé n’ayant accepté la députation qu’à contre-cœur et au titre de ses fonctions, sachant qu’il avait été le moins bien élu des candidats en nombre de voix. 
Ses interventions lors des Etats-Généraux furent d’ailleurs inexistantes, à l’exception, en mars 1791, d’une tentative de défense de la municipalité de Douai lorsqu’elle fut impliquée dans « l’affaire des goulottes ». Sa démonstration, toute juridique, ne fut même pas soumise au vote des députés.
Le mois suivant les journées d’octobre durant lesquelles la famille royale est ramenée à Paris, Simon de Maibelle démissionne, arguant de son état de santé pour rentrer à Douai. L’accélération des événements déplait à ce modéré qui, ne soutenant pas la constitution civile du clergé, se met en retrait de toute vie publique à partir de cet instant.
Simon de Maibelle avait épousé en 1777 à l’église Notre-Dame de Douai, Emilie Désirée Cécile Plaisant (26 ans), fille de Gaspard Plaisant, trésorier de Douai. Ce dernier, qui était le propriétaire du château d’Auby, le légua à sa fille.